# Казалено (Терамо)
Казалено (итал. Casaleno) је насеље у Италији у округу Терамо, региону Абруцо.
Према процени из 2011. у насељу је живело 92 становника. Насеље се налази на надморској висини од 266 м.